# 波利休基
50°38′43″N 28°32′20″E / 50.64528°N 28.53889°E
波利休基（烏克蘭語：Поліщуки），2024年9月前名为若夫特尼夫卡（烏克蘭語：Жовтнівка），是烏克蘭的村落，位於該國北部日托米爾州，由日托米爾區霍罗希夫市镇負責管轄，面積11.15平方公里，2001年人口230，人口密度每平方公里20.63人。
2024年9月19日，乌克兰最高拉达将此村的名字改为波利休基。